# デザイン学

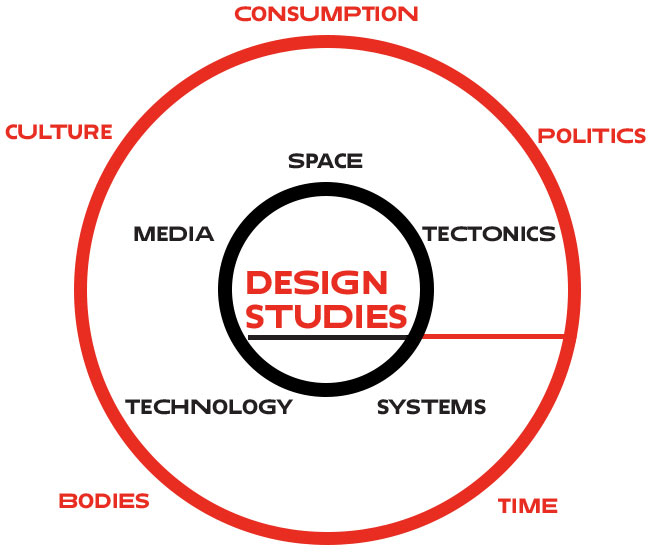
この画像はデザイン学のマトリックスを表す。 内側の円はデザインの主題、外側はその文脈を表す。

デザイン学（デザインがく、英: Design Studies）は、デザインに関する学問。人と社会をとりまく「モノ・コト」の「計画・設計」に関わる学問領域。類似の観念にデザインサイエンス (Design science) がある。

## 歴史

### 年譜
- 1953年 - 日本デザイン学会の設立
- 1959年 - 関西意匠学会（現在の意匠学会）創設
- 1992年 - 芸術工学会の設立
- 2012年 - 科学研究費補助金対象項目として「デザイン学」が新設（複合領域 デザイン学 細目番号1651）[1]

### デザイン学の歴史
デザイン学の分野の歴史はイギリスで1960年代初頭まで遡ることができる。 1962年、ロンドンで開催された「デザイン手法会議」がデザイン学会の発足につながり、 デザインの過程への新しいアプローチに興味を共有していた学者と実務家が集まる。  　1960年代から1970年代にかけて、1950年代の戦後の楽観主義の産物であるデザインメソッド運動（DMM）の開発を継続するのに役立つ一連の会議が開催されるが、1962年に中止された。 　この動きは科学とデザインの比較に焦点を当て、芸術と美術史の領域から離れて重要な学問分野としてデザインを区別する方法を決定しようとしていた。 しかし、1980年のDesign Research SocietyのDesign：Science：Methodカンファレンスでは、デザインから科学を学ぶことはあまり多くなく、代わりに科学からデザインを学ぶものがあると結論付けられた。  　この点から、デザインは「デザインには知っておくべきこととそれを知るための独自の方法があるという見方に基づいて」という研究の規律となる。 このスタンスは、「Design as a Discipline」と呼ばれる一連の記事をそのページに掲載した「Design Studies」の最初の号で公表される。  　（ デザインスタディ、デザインリサーチジャーナルオブデザインリサーチは現在知られているように、1979年7月にデザインスタディ1、1として最初に発表された。 2015年以来知られている出版社リード・エルゼビアプロデュースエルゼビア ）このシリーズはブルース・アーチャー の1979年のエッセイ、「デザインメソドロジーから何が生まれたのか」で始まった。  　題より同じ問題から付随の記事では「The Three Rs」というデザインを位置づけている現象における価値、価値、目的などのアーチャーは置いといてデザインを持つ教育の三角形の中に第三極の端として資本Dと科学、人文科学の設定、構成、意味の行為の中、排他的ではない。
デザインと設計研究の規律についての議論は、「デザイン学」  において1980年代を通し継続し、アメリカの学者ビクター・マーゴリンは、大幅には1995年に再燃したデザイン史の発展に貢献した当時の知的実践の学際的性質を解説するとき、新しいアプローチを主張。マーゴリンは「知的境界の動的交差」に言及。 さらに彼は、初期のデザイン史家は「デザイン史が構成されていたのか...実行可能な企業であったのか」と疑問を投げかけるべきだと感じていた。 
Margolinは、デザイン学を、私たちが製品をどのように製造し使用するか、そして過去に私たちがどのようにして行ったかに取り組む調査分野と定義。 これらの製品は人工ドメインを危険にさらしており、ゆえにデザイン学は、製品の構想と計画、生産、形態、流通、そして使用のアイデアを扱う。これは現在と過去においてこれらのトピック考慮がなされている。 
Margolinの立場は、デザインの研究をどのように特徴付けるかについて、論争を引き起こす。活字での論争では国際デザイン誌Design Studies（Design Studiesは1966年に英国で創設されたDesign Research Societyのジャーナル。これ自体は1979年以来出版されている）。 この論争の的になるトピックはイギリスにも共鳴。そこでAdrian Fortyの反応はJournal of Design Historyに掲載、そこで彼は研究を支持して良いデザインを定義する品質判断歴史研究をデザインする。  　この議論の重要性は、1995年のDesign Issuesの特集号で、「デザインの歴史を伝えるという一見単純な作業を取り巻くいくつかの論争と問題」に、注目が集まったという事実によって明らかにされた。  デザイン史からデザイン学への移行は、意味、権威、権力、すなわちデザインを取り巻くダイナミクスを取り入れた幅広い問題に焦点を絞り始めたときに起こり始めた。  　実現はデザイン史だけであることを来、1つのデザインを学んで何が起こっのコンポーネント、および傘の用語『デザイン履歴』を使用することができ、今起こっていることすべてが批判に耐えないことを特徴としていた。  　この新しいデザインスタディの分野には、デザインの歴史だけでなく、「製品の構想と計画、生産、形態、流通、および使用の問題」についての歴史的および現代的な文脈での対話も可能。 

### 基礎を築いた人物
- L.ブルース・アーチャー （1922-2005）-　イギリスの機械エンジニアで、後にロイヤルカレッジオブアートのデザインリサーチ教授で、 デザインの研究を推進し、学問としてのデザイン学を確立に尽力。アーチャーは何世代にもわたるデザイン研究者を育て、根拠のある証拠と体系的な分析に基づく学術研究の手順が、より伝統的な学問的主題と同じようにデザインに適用可能であることを示した。 [16] 　1967年に学際的なデザイン研究協会設立にも尽力。 [17]

- レイナー・バナム （1922-1988） - 初代機械時代のバナムの理論とデザイン、そして ニューソサエティのために書かれた彼のジャーナリズムの記事は、物質文化がどのように見られたかの大きな「変化」を表すものとしてイギリスの作家とデザイン歴史家ペニース・パークによる記述。 [18] 　彼の著述は、人気のある商品と形式的なアーキテクチャーに焦点を当てていました。

- Gui・Bonsiepe（1934年生まれ）-　FHケルンを含む様々な大学のドイツ人デザイナー兼教授。カーネギーメロン; EUA、チリ。 LBDI / FIESC、ブラジル。ヤンファンエイクアカデミー、オランダなど。 [19] 　彼の最も影響力のある仕事はデザインと民主主義である。

- リチャード・ブキャナン - アメリカのデザイン、管理、および情報システムの教授であり、雑誌Design Issuesの編集者。 彼は「理論と実践、書き込み、および教育」の新たな分野へのデザインのアプリケーションは拡張するだけでなく、インタラクションデザインの概念と方法が実践でよりよくするためだとの論で知られていく。 [20] 　「デザインの発見：デザイン研究の探求」の共著者として、ビクター・マーゴリンは心理学、社会学、政治理論、技術研究、修辞学、哲学の分野を集めました。 [21]

- リチャード・バックミンスター・フラー - アメリカの建築家、エンジニア、発明家、哲学者、作家、地図製作者、幾何学者、未来派、教師、そして詩人 - は、20世紀後半最も独創的な思想家の一人として評判を確立。 「以下より多くするための手段を見つけることによって、世界の問題の根本的な解決」を、学究で見つけることを目指した [22]

- リチャード・コイン - エディンバラ大学教授であり、特に1990年代にコインの同僚であるAdrian Snodgrassによって開発された、情報技術とデザインの影響に関するいくつかの本の著者であり、「 建築における解釈：思考の方法としてのデザイン 」を共同で著した。

- ナイジェル・クロス（1942年生まれ）-　イギリスの学者、デザイン研究者、教育者であり、学問分野におけるデザインの知的空間に焦点を当てている。彼は英国オープン大学の技術学部デザイン・イノベーション学科デザイン研究教授であり、デザイン研究の国際ジャーナルであるデザイン研究の編集長でもあります。 デザイン研究の 1982年のジャーナル記事「Designerly Ways of Knowing」で、クロスはデザインが科学と芸術および人文科学の文化と対照的に、教育の基礎としてそれ自身の知的で実用的な文化を持っていると主張。 [23]

- クライヴ・ディルノー 。 元々は芸術家として教育を受けていた彼は、後でポーランドの社会学者Zygmunt Baumanと共に社会哲学と文化社会学の研究を始め、ビジュアルアートの歴史、理論、そして批判に最も広範囲で取り組んできた。 彼の教えと執筆は、デザインの歴史、写真、 批評 、そして理論に焦点を当ててきた。 デザイン学術研究への彼の最も重要な貢献は、デザインに関する倫理学、そして彼の著書 『 Ethics？ Design?』[24]の中にもある人道的世界を創造する上でのデザイン能力の役割である。2005年に刊行。 彼はまた、美学や芸術理論から写真、装飾芸術、美術館やそれらの物のフレーミング、建築や建築の理論、そして現在の危機の経済学、そして私たちがどのようにして文化的に対抗できるか私たちが作った世界の問題までを学んでいる。 [25]

- キャメロン・トンキンワイズ 。 オーストラリアの学者、キャメロントンキンワイズは、特にハイデガーの思想の系譜とその有益なデザインの実践に重点を置いて、哲学の背景がある。トニー・フライと緊密に協力したエコデザイン財団 1990年代にの活動について彼は後でパーソンズ、新しい学校での持続可能性における取り組みを率いて、後に彼が設定カーネギーメロン大学、でデザイン学の椅子になったら博士課程のプログラムで推移デザインとし、デザイン研究においてキャメロンの主な研究分野は、持続可能なデザインと社会技術的移行のためのデザインである。特に、主に使用と所有を切り離すことによって社会的素材の強度を低下させるシステム、すなわち共有システムのデザインに焦点を当てている。

- Adrian Forty（1948年生まれ）-　ロンドン大学ユニバーシティカレッジの建築環境学部、バートレットの建築史学教授。 デザイン史学の分野がそのすべての可能性を使い果たしていなかったという事実のために、新しい分野、デザイン研究の分野を定義するためのドライブが不要であると認識。 [26] 　彼の著書Objects of Desire [27]は、消費財が社会的プロセスのより大きな問題とどのように関係しているかを探っている。 [28]

- Tony Fry - イギリスのデザイン理論家であり、デザイン、 持続可能性 、そして政治の関係について執筆している。 Fryはイギリス、アメリカ、香港、そしてオーストラリアでデザインと文化の理論を教えてきた。 彼の諭はおそらく、枯渇する資源のおかげで、執筆のために創作的な[29]現象として最もよく知られている。

- John Heskett （1937-2014）-　1970年代後半、イギリスのいくつかの美術学校（当時はポリテクニックの一部）を拠点とする一群の学者の一員となり、後になってデザイン史と理論の分野を発展させ、デザイン学のより広いバナーの下に包含されていく。その後デザインが企業や政府から同様に高く評価される世界的な慣行になるにつれて、デザインの歴史と共にデザイン史的に国内で最も成功した学術輸出の1つとなる。 Heskettは経済、政治、歴史に関する深い知識をプロジェクトに持ち込み、ますます重要になっている概念「デザイン」の意味と機能を過去と現在の両方で伝えるために、他の分野の学者とも協働。 [30]

- ビクター・マーゴリン （DS-History）-　デザイン研究の創始者の一人と考えられているビクター・マーゴリンは、シカゴのイリノイ大学のデザイン史の名誉教授です。 彼は、アカデミックデザインジャーナル、 Design Issuesの共編集者であり、 デザイン談話 、 デザインの発見、デザイン のアイデア、デザイン ワールド 、および政治を含む多数の本の著者、編集者、または共編集者です。  [31]

- ビクター・パパネック（Victor Papanek）- 　建築家、デザイナーである彼は、新しい種類の永久ゴミを作り出すことによって、そして空気を汚染する材料とプロセスを選択することによって、工業デザインが致命的な効果をもたらしたことを示唆。 [32] 　彼の「 デザイン・フォー・ザ・リアル・ワールド （1972）」 [33]　はイギリスのデザイン史家で司書のアンソニー・コールソンによって、「デザインの視覚的/知覚的側面を強調する文学の成長」および「デザインの願いをもっと広い役割を引き受ける。」 [34]　とした。

- Penny Sparke ：ロンドンのキングストン大学のデザイン史学教授およびModern Interiors Research Center（MIRC）のディレクター。フィオナフィッシャーと一緒にスパークは最近発表されたデザイン研究へのルウトレッジ・コンパニオン、デザイン関連の広範囲の奨学金 - 理論的、実務関連、そして歴史的に重要な貢献をする歴史的な - デザイン学分野を共同編集。 [35]

### グローバルサウスからの発展
脱植民地時代のデザイングループを構成するアーメド・アンサリ、ダナ・アブドゥラ、エンス・カンリ、マフムド・キエム、ペドロ・オリベイラ、ルイザ・プラド、トリスタン・シュルツらは、次のように述べている。「快適な距離、それは私たちのコミュニティ、私たちの国、そして私たちの人々に毎日影響を与えるものです。 それは私たちが提出された支配と暴力の継続的なプロセスです。 それは私たちの知識を卑しめ、私たちの体を従属させ、そして私たちの生活を困難にしています。」 
彼らのオンラインのブログ「 Decolonisingデザイン 」を介して確立するデザインの研究者、学者、およびデザイン学とデザイン研究の分野での作業従事者といった集団は、しっかりとした「除菌が生存のために不可欠である。」と信じている DecolonisingデザインGroupの取り組みは2016 Design Research Society Conferenceからの撤退を招き、デザインと研究の植民地精神を深く議論したいという願いに駆り立てられ、学界との苛立ちから生まれた。集団は「根本的な体系的変化の要求を遅らせ、相殺するための手段として、単により大きな「視点の多様性」を含めるだけではデザイン研究およびデザイン研究にとって十分ではない」と考えている。　デザイン研究とデザイン研究の議題を変革することを目的として、グループは「デザイン、政治と権力に関する横断的展望」と題した脱植民地化に関するシンポジウムを14日、スウェーデンのマルメ大学芸術文化学部で開催。2016年11月15日 これらの（比較的）若い学者にとって、デザイン研究の分野は「権力の植民地性から生じる体系的な問題に対処するのに十分な種類の知識と理解を提供することに向けられていない」  ため、デザインを脱植民地化するには、限界的な声が聞こえるスペースからデザイン談話を支配している現状に挑戦し、批判することによって、デザイン談話を内側から変更するプロジェクトが必要。現在の（植民地時代の）デザイン習慣は「北」ではなくグローバルな「南」の文脈と歴史に根ざしている。 
彼らは、デザインの歴史とデザイン学が、西ヨーロッパ、北米、そして日本の三者による影響を最も受けやすいと主張。  　その効果は、歴史は勝利者によって書かれ、それゆえデザインの歴史は経済的に力のある人によって書かれるという概念と一致する傾向がある。  　彼らは西側の文脈の外での同時の歴史を指し示している。 例えば香港には、珠江デルタの経済成長の前に確立された独自のデザインシステムがあり、これは製品の種類やスタイル、製造会社、印刷会社、そしてアーティストデザイナーの家族におけるデザインの連続性が見られる。  　あるいは例えばキューバでは、デザインの起源が「近代的な運動のイデオロギーと未開発から逃げる方法のイデオロギー」の危機の影響を受けていた。 　これらの国々はデザイン史とデザイン研究の西洋化された見方の周辺にあり、ある場合にはヨーロッパの近代の彼らの適応に苦しんでいるかもしれない。 そのため、ドイツのデザイナー、教師、そして作家であるGui・ Bonsiepeは、「経済的、技術的、文化的なすべての表現における植民地化は周辺地域におけるプロジェクト活動の目標であるべきである」と提案した。
デザインをグローバルで多文化的な現象として理解する必要性は、Denise Whitehouseのエッセイ集でJonathan M. Woodham、 Victor Margolin 、およびAnna Calveraによっても議論されている。  　彼らの目的は、「どのように異なる国...西洋のプロセスとその具体的、経済的、地理的、政治的、文化的状況に応じてデザインのアイデアを交渉した複数の話に知的ロジックをもたらす理論的な物語を作成する。」こと。
ホワイトハウスが指摘するように、「多くの国が地元のデザイン史を生み出しているが、その生産量は一様ではなく、ナショナリストや貿易のアジェンダによって引き起こされることが多い」  日本デザイン史フォーラムや国際デザイン史研究委員会（ICDHS）のような学術団体は、西洋と非西洋、ポスト共産主義、ポストコロニアル、アジア、南半球の両方を集めて　、デザインの歴史を繰り広げられる。 

#### デザインを植民地化するための追加リソース
国連と非植民地化 - http://www.un.org/en/decolonization/index.shtml（2017年 11月12日アクセス）
すべてのもののコロニーを削除する - https://www.decolonizeallthethings.com/（2017年 11月12日アクセス）

## アプローチと範囲
デザイン学は、その専門的な枠を超えてデザインについて野心的に考え、現代世界におけるデザイン活動の意義と結果を研究、デザインを複雑で多種多様な活動として捉え、デザインが世界の内外に及ぼす力を検証する。ただしデザインセットを動かすが、コントロールすることはできない。  　デザイン研究の分野では、デザインは差し迫った未来の具体化、それらが引き起こす行動と枯渇する資源のおかげで、また代替の未来を想像する手段として見なされていく。 　そしてデザイン研究は学際的であるため分野間を移動する。
学際は、 そのアプローチとスコープにおいて任意の境界によって学問分野が制約されない。したがってデザインとは何か、そしてその可能性と限界を分析することで世界でその行動をどのように理解することができるかについて質問することは無意味であり、無差別に哲学、社会学、人類学、文学、文化理論、政治と科学の知識を利用している。
組織された研究分野として、デザインスタディは、デザインについて考える方法、その性質、目的、エージェンシー、構成、エンゲージメント、展開、場所、責任、倫理、政治、についての独自の学術的および専門的な談話および理論的視点によって実証することである。これは問題、環境、持続性、可能性そして代替の未来といった、デザインの理由、方法、そしてデザインの説明に焦点を当てており、その探究はデザインが何であるべきかの規範的な定義に限定するのではなく、デザインが達成できるものの可能性を理解する（そして研究する）ことを目的としています。そして設計訓練。デザイン学の学者たちは、世界でデザインがどのように遭遇されうるかについて一貫した構造と知的なパラメータを探究し、そして現代の実践において異なるモードがデザインを再考し代替未来を提案し実現するかを分析していきます。

### 京都大学デザインスクール
デザイン学の利用として、京都大学デザインスクールでは、デザインを「異分野間の共通言語」として勉強し、社会を変えることのできるエキスパートを育てている。こうしたエキスパートを「+型の人々」と呼び、これは一般的な知識が豊富なジェネラリストとは対照的に、専門知識の枠を超えて他の人々と協力できる優れた専門家を意味しており、このような「+型」の人的資源の育成が、このプログラムの目的としている。

## デザイン学における課題と概念
デザイン学は、デザインの意味について考えるように私達に語りかけてくる、そしてそのデザイナーの影響とデザイン、市民と環境に及ぼす影響を探求します。 これをビクター・マーゴリンは、「現在どのようにデザイン学が活用されるかについて、前者はデザインを生み出すことについてであり、後者はそれまで実践されてきたようにデザインに反映することについてである」  としている。
デザイン学は、デザインをプロセスとして、実践として、そして生命に意味を与え、私たちの経済的および政治的システムを維持する発電機または製品やシステムとして再考することを求める。そしてデザイン思考はデザインについて考えるというタスクに内在する複雑さを探求することを勧めていく。 デザイン研究は、デザインと性別、デザインと人種、そしてデザインと文化の間の関係さらに倫理、持続性（社会的、環境的）などの問題を研究し、エージェンシーや人工的なものなどの概念を利用して活動している。

### 課題
倫理
デザインはある意味で生活を構造化する能力を持っているので、デザインは個人や社会にとってより良い善をもたらすはずですが、そうするわけではありません。 倫理は私たちの行動が他人にどのような影響を与えるかを扱います。 デザインスタディーズは倫理をデザインの中心と考えています。 「デザインは本質的に倫理的プロセスですが、倫理は多くの点でデザインに不可欠であるというこの認識にもかかわらず、デザイン倫理は非常に未発達なままであり、その最も粗い形でさえデザイン教育の限界にとどまります。 」 特に私たちが住んでいる世界がますます人工的になっているので、デザインプロセスに倫理を含めることは重要です。 
クライヴ・ディルノーのエッセイ、 デザインにおける倫理 - 10の質問  では、なぜデザインに倫理が必要なのか、デザインと倫理の関係について調べています。 彼は倫理は責任として、消費者としてではなく市民として公衆に取り組む能力として、あるいは人道的で持続可能な方法で「人道的知性」を注入することとして責任を果たすべきであるまたは世界を作り、作り直すと書いている。 
持続可能性：環境と社会

### 概念
人工の
Clive Dilnotはさらに進んで、人工物が決して技術に限定されないことを明確にする。 今日、それは技術システム、精神を含む象徴的な領域、そして自然の変容と変容の領域の組み合わせである。 彼は純粋に天然でも純粋に人工でもない遺伝子組み換えトマトの例を挙げています。 それはむしろ人間自身がそうであるように、これらの条件の間の混成である生き物の拡張された領域に属す - 自然も人工も人間も今日純粋ではない。 
デザイン学の学者たちはまた、人工のダイナミクスを調査する際に社会学者ブルーノ・ラトゥールを参考にしています。 LatourのActor-Network Theory （ANT）この概念は、社会を人間以外の個人ではない個人である個人の俳優と行為者の相互依存ネットワークとして描いている。ANTは社会と本質の本質を説明することを目的としている。 
代理
デザインは日常生活の中で構成的な役割を果たしています。 私たちはすべての感覚でデザインに取り組んでいます - 私たちが見たり読んだりするもの、私たちが使うもの、そして住む場所はすべてデザインされています。 これらの製品は（人々によって触媒されているためすべて人工的なものです）世界のますます大きな部分を構成しています。 構築された環境とは、行動、活動、日常生活、習慣、そして儀式を可能にする物理的なインフラストラクチャです。 Jamer Huntは、構築環境をすべての設計作業の組み合わせとして定義します。 

## 概要

### よいデザインとは
「よいデザイン」とは何か。この問いは、時代の変化とともに再考が重ねられている。グッドデザイン賞を主催する日本デザイン振興会では、21世紀以降、従来の「産業的視点（供給側の論理）」から「生活者視点（需要側の論理）」へと方向転換するとともに、2011年（平成23年）の東日本大震災を契機に、さらなる検討を重ね、現在、以下の５項目を「グッドデザイン賞の理念」として挙げている。
- 人間（HUMANITY） もの・ことづくりを導く創発力
- 本質（HONESTY） 現代社会に対する洞察力
- 創造（INNOVATION） 未来を切り開く構想力
- 魅力（ESTHETICS） 豊かな生活文化を想起させる想像力
- 倫理（ETHICS） 社会・環境をかたちづくる思考力

### 研究対象
デザイン学の研究対象は「モノ・コト」、「ハード・ソフト」、「構造・機能」など、複数の分類視点が存在するため、単純なツリーとして分類することは好ましくないが、美術系大学における学科の編成、学会発表におけるセッション分けでは、情報（グラフィック、サウンド）、環境（都市環境・建築空間）、工業（プロダクト・インテリア）といった３つの区分を前提とすることが多い。
デザイン学は、分析と実用的な探究のモードを通して、 デザインとその効果についての批判的理解を追求する学問。その起源は、より大きなテーマやより多様な主題を含むようにゆっくりと拡大する前に、その分野が最初に始まったデザインの歴史 までたどることができ、その観点から、米国の学問分野の創始者の1人であるVictor Margolinは、デザイン学を様々なデザイン学からなる用語として提案し、それらを互いに関連づけるものとして提案。 
非常に学際的な分野として、デザイン学は多くの奨学金パラダイムを参照し、デザイン知識がどのように開発され、明確にされ、伝達されるかに焦点を当てている。  それゆえそれは、分野自体からの主要な思想家や理論家（ Victor Margolin 、Clive Dilnot、 Richard Buchananなど ）から、 人文科学などのいくつかの関連分野からも（ 文学 、 芸術 、 視覚学 、 文化学 、 社会科学 （ 人類学 、 政治学 、 社会学 ）、 科学 （ 工学 、 物質学、 神経学 、 技術学）引き出された広範囲の進化する方法論と理論を組み込んでいる。 デザイン学はまた建築 、アーバンデザイン、 都市計画と政策 、そして空間研究の分野で学術的な仕事を生み出します。 デザインスタディは、物、場所、システムを考慮するだけでなく、それらの意味、文脈、可能性および結果を調査する。
デザイン学では、デザインは実際のところ、はるかに広いパラダイムの1つの側面にすぎないことを認識。 それは過去と現在の個人的および文化的価値を形成することにおけるデザインの役割、特にそれらが未来をどのように形成するかに照らして、調査し、調査し、そして質問する。 デザインスタディーの主題は本質的に流動的ですが、 倫理 、環境の持続、 社会の持続可能性といった幅広いテーマを中心にして活動している。
アメリカの作家、編集者、教育者であるSusan Yelavichは、デザイン学の形を示す。「デザインの本質に内向きに焦点を当てるものと、それを形作る状況を外に向けて描くもの、そして逆にデザインというもの」の二つの視点を取り入れています。意図的であろうとなかろうと、変化します。」 
デザイン研究科修士課程プログラムは、アメリカ合衆国ではカーネギーメロン大学デザイン大学院 、  ハーバード大学デザイン大学院 、  パーソンズ美術大学デザイン大学院 、 、およびIITデザイン研究所で行われている。  日本については下記#大学院での教育を参照。
デザイン学科目
組織的な研究分野として、デザイン学の科目は実践世界における介入としてのデザインに関する分野。それはそれ自身の学術的および専門的な談話とデザインについて考える方法に関する理論的な見解 - その性質、目的、エージェンシー、構成、エンゲージメント、配置、責任、倫理、政治、問題、環境、持続性、潜在性と代替先物である。それは、その調査をデザインとは何かについて規範的な定義に限定するのではなく、学術調査とデザイン実践との間の描写と相乗効果を分析することによって様々な方法論を用いて達成できる可能性を理解することを目的とする。そして批判理論を展開する。
デザイン学科目は下にリストされている。慣習からのアプローチを利用して、現代の実践のさまざまなモードが代替の未来を提案、実現するためにデザイン分野を再考し、方法を分析している。
- 情報デザイン・視覚デザイン（グラフィック、イラスト、ピクトグラム、CI・VI等）・サウンドデザイン w:Sound design 音響デザイン

- サービスデザイン・商業デザイン・カラーユニバーサルデザイン　ウェブデザイン　エディトリアルデザイン　ゲームデザイン インタラクションデザイン キャラクターデザイン

- トータルデザイン　パッケージデザイン　パブリックデザイン

- ヴィジュアルコミュニケーションデザイン・トランスポーテーションデザイン・アパレルクリエーション・メディアアートインスタレーション　*モニターグラフィックスデザイン

- 環境デザイン・都市デザイン・建築デザイン・照明デザイン　スペースデザイン
- 造園・ランドスケープアーキテクチュア 生態学的デザイン（Biological design、エコロジカルデザイン） 景観デザイン　バイオイノベーティブデザイン

- インタラクションデザイン・構造デザイン・ランドスケープデザイン・空間デザイン・エクステリアデザイン・ガーデンデザイン・フラワーデザイン　鉄道デザイン　道路デザイン

- カーデザイン・工業デザイン・プロダクトデザイン・インテリアデザイン・クラフトデザイン・ファッションデザイン

- ペーブメントデザイン　ペルソナデザイン　メカニックデザイン　メタデザイン

- 美学 ：デザインの美学とは、美しさや味覚の観点から見た製品の視覚的な魅力を意味し、製品に優れた美的感覚を与えることで、使い勝手とユーザーエクスペリエンスが向上することが研究によって証明されている。
- 応用アート コンセプチュアル・デザイン　工学的デザインEngineering design　構成デザイン w:Configuration design

- 参加型デザイン 共同デザイン コミュニケーションデザイン
- クリティカルデザイン 社会イノベーションのためのデザイン
- デザイン・マネジメント 先端デザイン　ソフトウェアデザイン　組織デザイン Organization design
- デザインサーベイ　プロセスデザイン　ブランディング

- セルフビルド（DIY） - 「プロの」デザイナーの活動の関数としてとらえられる「デザイン」と、商品のデザイン、生産および消費の確立されたサイクルの一部であることの間のインターフェースである。そして「Do It Yourself」は、自主制作、自主制作のアマチュアデザインのより民主的なデザインプロセスであり、作成された商品のエンドユーザーにより近いところで行われる生産活動です。
- 体験デザイン、ユーザーエクスペリエンスデザイン ユーザー中心設計 経験デザイン
- 重要性 　ユニバーサルデザイン　ユニバーサルサウンドデザイン
- モジュラーデザイン モーショングラフィックデザイン w:Motion graphic design
- 投機的デザイン
- システム設計　情報アーキテクチャ　システムアーキテクチャ　システムデザイン w:Systems design　システムモデリング w:Systems modeling
- トランジションデザイン ソーシャルデザイン
- 自国デザイン　バナキュラーデザイン
- ゲノムデザイン学[61][62][63][64]

## 研究手法

### デザイン誌
この形式の研究では、学者は設計された物やシステムの使用に参加するか、他の人の使用を観察する必要があります。 デザインに基づく民族誌学は、デザインが社会的実践として観察される一般的なツールとなっている。研究者が伝統的な観察スタイルの民族誌学に参加し、潜在的なユーザーがデザインの機会と解決策を知らせることができる完全な活動を観察するプロセスを解説。  デザイン研究学者によって使用される他の民族誌的技術は、その方法の人類学者による活用結果とより一致するでしょう。 これらのテクニックは注意深い参加者の民族誌学。観察者スタイルでは、学者は目立たない方法で観察する必要がありまた 観察結果を記録し、さらに分析します。 参加者スタイルでは、学者は自分の科目と一緒に活動に参加する必要があります。 この戦術は、学者が彼らが見たことだけでなく彼ら自身が経験したことも記録することを可能にします。

### アクターネットワーク理論
アクターネットワーク理論の方法や概念が、デザイン研究者の研究枠組みとして用いられることもある。アクターネットワーク理論を用いることで、研究者は、モノのデザインを評価し、モノをめぐる物理的、非物理的な相互作用を視野に入れることができるようになり、そして、モノの影響が、心理的、社会的、経済的、政治的な世界に与える影響を分析していくのである。この広範な視点により、研究者は、従来の研究で見逃されていたモノを探索し、マップ化し、ネットワーク内での役割を特定し、さらには、ステークホルダーとのつながりを特定することができるのである。 

### 記号論、修辞学的分析および談話理論
デザイン研究学者は、デザインされたオブジェクトやシステムを、画像とそのさまざまな意味で研究することによって分析または調査することができる。表現と意味作りに基づいて、記号論は、デザイナー、もの、そしてユーザーとユーザーの間のコミュニケーションの行為として適切なデザインとして、など。この概念は、設計されたものの修辞的分析に分岐。リチャード・ブキャナンのような学者たちは、デザイン論の存在のためにデザインはそのような方法で研究されることができると主張します。  設計上の議論は、設計者、使用者、そして「実生活」への適用性によって成り立っている。 　学者はこれらの部分を引き離し、各構成要素とそれらの相互作用を徹底的に分析。最後に、談話分析またはフーコー的談話分析をデザイン研究学者が採用して、上記の要素をさらに詳しく調べることができます。 フーコルジアンのアプローチは、具体的には、設計されたものや物によって配置されたり、操作されたり、あるいはその中で使用されたりした力の構造を分析します。 このプロセスは、設計されたものに代理権があるかどうか、または他人が代理権を持つことができるかどうかを学者が理解しようとしている場合に特に役立ちます。

## ジャーナルと職業協会

### ジャーナル
デザインと文化、デザイン学研究会
デザインの問題 ：1984年創刊。デザインの歴史、理論、批評を調べた最初のアメリカの学術雑誌、 Design Issuesは、 デザインを取り巻く文化的および知的問題への探求を促す季刊誌。 
デザインジャーナル ：1998年に設立された、ヨーロッパデザインアカデミーのデザインジャーナルで、デザインジャーナルはデザインのあらゆる側面をカバーする国際的な査読付きジャーナル。 年に6回発行されて、ジャーナルは世界中のデザイン学者、専門家、教育者と管理者のためのフォーラムを提供。 デザインの知識に直接影響を及ぼしそして仮定と方法に挑戦する思考を誘発する仕事を公表することを目的としながら、デザインの進化する役割について心を開いていく。 
デザイン哲学論文
デザインスタディ ：デザインスタディは、デザインの過程に関係し、研究者、教師そして実務家の幅広い聴衆に関連する作品を掲載。デザインスタディは、デザインプロセスの理解を深めることに焦点を当てた主要な国際学術雑誌。工学と製品の設計、建築と都市の設計、コンピューターの成果物、システム設計など、アプリケーションの全分野にわたる設計活動を研究。 
初期のポピュラーなビジュアルカルチャー
ホームカルチャー
国際文化学ジャーナル
国際社会学ジャーナル
消費者文化のジャーナル
消費者研究ジャーナル
デザイン史ジャーナル ：デザイン史協会を代表してオックスフォード大学出版局によって出版。それはこの分野の主要なジャーナルであり、そして視覚および材料文化研究のより広い分野に貢献するのと同様に、工芸品および応用美術の歴史を含むデザイン史の発展において積極的な役割を果たしている。 
デザイン戦略ジャーナル
異文化研究ジャーナル
材料文化ジャーナル
ポピュラーカルチャージャーナル
視覚文化ジャーナル
材料文化
社会調査
布と文化のジャーナル

### 専門機関
デザイン調査研究会 （DRS）は、デザイン研究を推進し発展させる約束された学んだ会で、デザイン研究コミュニティで最も長い歴史を誇る、学際的で世界的な会。1966年にイギリスで設立。この協会の起源は1962年にロンドンで開催されたデザイン方法会議であり、これによってデザインのプロセスへの新しいアプローチに興味を共有した人々のコアを確定。 DRSの目的は、その最初の規則声明で具体化されているように、「あらゆる分野における設計プロセスの研究と研究」を促進することでDRS憲法は、社会を統治する規則を定めており、年次総会の報告は、社会の統治、財政、活動、そして計画を詳しく述べている。 
デザイン・ヒストリー・ソサエティ ： デザインの歴史を学ぶ世界をリードする組織。学生、研究者、教育者、デザイナー、デザイナーメーカー、評論家、学芸員など、このテーマに携わるすべての人々を集めて支援。包括的なデザインの歴史を形作る上で重要な役割を果たすことを目指している。 

## 大学院での教育

### デザイン学を専攻できる大学院研究科
- 札幌市立大学大学院 デザイン研究科
- 公立はこだて未来大学大学院 システム情報科学研究科 メディアデザイン領域
- 東洋大学大学院 ライフデザイン学研究科
- 城西国際大学大学院 ビジネスデザイン研究科
- 立教大学大学院 ビジネスデザイン研究科
- 東京工科大学大学院 デザイン研究科（2018年4月新設）
- 明治大学大学院 教養デザイン研究科（2008年4月新設）
- 法政大学大学院 デザイン工学研究科（建築学、都市環境デザイン工学、システムデザインの各専攻）
- 法政大学大学院 キャリアデザイン学研究科（修士課程のみ） キャリアデザイン学専攻
- 首都大学東京大学院 システムデザイン研究科
- 慶應義塾大学大学院 システムデザイン・マネジメント研究科
- 静岡文化芸術大学大学院 デザイン研究科
- 名古屋芸術大学大学院 デザイン研究科
- 京都精華大学大学院 デザイン研究科
- 岡山県立大学大学院 デザイン学研究科
- 佐賀大学大学院 地域デザイン研究科

### デザイン学研究である研究科専攻名称
日本の大学院でデザイン学専攻がある研究科は以下の通り
- 宮城学院女子大学大学院 人文科学研究科 生活文化デザイン専攻（2004年）→生活文化デザイン学専攻（2009年）
- 宇都宮大学大学院 工学研究科 地球環境デザイン学専攻(博士前期課程)
- 日本工業大学大学院 工学研究科 建築デザイン学専攻
- 千葉大学大学院 工学研究科 デザイン科学専攻
- 千葉工業大学大学院 工学研究科 デザイン科学専攻
- 女子美術大学大学院 美術研究科 デザイン専攻
- 東京藝術大学大学院 美術研究科 デザイン専攻
- 東京電機大学大学院 情報環境学研究科 情報環境デザイン学専攻（2004年）
- 多摩美術大学大学院 美術研究科 デザイン専攻
- 武蔵野美術大学大学院 造形研究科 デザイン専攻
- 武蔵野大学大学院 工学研究科 建築デザイン専攻
- 拓殖大学大学院 工学研究科 情報・デザイン工学専攻
- 共立女子大学大学院 家政学研究科 博士前期課程 建築・デザイン専攻
- 早稲田大学理工学術院大学院 創造理工学研究科  経営デザイン専攻
- 工学院大学大学院 工学研究科 システムデザイン専攻（修士課程,2011年度新設）
- 金沢大学大学院 自然科学研究科 環境デザイン学専攻
- 金沢美術工芸大学大学院 美術工芸研究科 デザイン専攻
- 愛知産業大学大学院 造形学研究科 デザイン学専攻（2007年に開校）
- 大同大学大学院 工学研究科 都市環境デザイン学専攻
- 京都工芸繊維大学 工芸科学研究科 デザイン学専攻
- 京都市立芸術大学大学院 美術研究科 デザイン専攻
- 同志社女子大学大学院 生活科学研究科 生活デザイン専攻
- 大阪工業大学大学院 工学研究科 空間デザイン学専攻
- 広島国際大学大学院 総合人間科学研究科 感性デザイン学専攻（2008年開設）
- 山口大学大学院 創成科学研究科 博士後期課程 システム・デザイン工学系専攻
- 東亜大学大学院 総合学術研究科 デザイン専攻　1994年4月 -
- 九州大学大学院人間環境学府 都市共生デザイン専攻

### デザイン学を専攻できる他の研究科専攻名称
- 北海道教育大学岩見沢校大学院 教育学研究科 教科教育専攻 美術教育専修美術・デザインコース
- 北海道情報大学大学院 経営情報学研究科（修士課程）経営情報学専攻 システムデザイン分野
- 秋田公立美術大学大学院 複合芸術研究科 複合芸術専攻
- 東北芸術工科大学大学院 芸術工学研究科 デザイン工学専攻
- 筑波大学大学院 人間総合科学研究科 芸術専攻 デザイン領域群
- 文星芸術大学大学院 芸術研究科 芸術専攻 デザイン研究分野
- 尚美学園大学大学院 芸術情報研究科 情報表現専攻
- 東京工芸大学大学院 芸術学研究科 メディアアート専攻デザインメディア領域
- 東京造形大学大学院 造形研究科 造形専攻 デザイン研究領域
- 日本大学大学院 芸術学研究科 造形芸術専攻 デザイン領域
- 東海大学大学院 芸術学研究科 造形芸術専攻
- 杉野服飾大学大学院 造形研究科 造形専攻（ファッションデザイン学）／ファッションビジネス研究科（専門職学位課程）
- 文化ファッション大学院大学ファッションクリエイション専攻（ファッションデザインコースとファッションテクノロジーコース）
- 静岡大学大学院 総合科学技術研究科 情報学専攻 情報社会デザインプログラム（IDプログラム）
- 静岡大学大学院 教育学研究科 学校教育研究専攻 造形制作論専修 デザイン研究分野
- 長岡造形大学大学院造形研究科造形専攻
- 富山大学大学院 芸術文化学研究科 芸術文化学専攻
- 愛知教育大学大学院 教育学研究科 芸術教育専攻［美術分野］美術科内容学領域
- 愛知県立芸術大学大学院 美術研究科 美術専攻 デザイン領域
- 名古屋市立大学大学院 芸術工学研究科 芸術工学専攻 デザイン情報領域/産業イノベーションデザイン領域
- 名古屋造形大学大学院 造形芸術研究科造形研究科（修士課程）造形専攻 造形表現構想分野
- 名古屋学芸大学大学院・メディア造形研究科メディア造形専攻
- 情報科学芸術大学院大学［IAMAS］修士課程メディア表現研究科 メディア表現専攻
- 京都造形芸術大学大学院 芸術研究科 芸術専攻 デザイン領域
- 京都造形芸術大学通信制大学院 芸術研究科 芸術専攻 環境デザイン領域
- 京都嵯峨芸術大学大学院 芸術研究科 芸術専攻 デザイン分野
- 大阪芸術大学大学院 芸術研究科 芸術制作専攻 デザイン研究領域
- 大阪教育大学大学院 教育学研究科 芸術文化専攻 美術研究コース 造形表現分野
- 神戸芸術工科大学大学院 芸術工学研究科 修士課程 総合アート＆デザイン専攻/博士課程 芸術工学専攻
- 倉敷芸術科学大学大学院 芸術研究科 修士課程 美術専攻 デザイン系列
- 広島市立大学大学院 芸術学研究科 芸術学研究科 造形芸術専攻 造形計画研究
- 尾道市立大学大学院 美術研究科 美術専攻 デザイン研究分野
- 九州大学大学院 芸術工学府 デザインストラテジー専攻/芸術工学専攻（デザイン人間科学コース|コミュニケーションデザイン科学コース|環境・遺産デザイン科学コース|コンテンツ・クリエーティブデザイン科学コース）
- 九州産業大学大学院 芸術研究科 造形表現専攻 デザイン領域
- 崇城大学大学院 芸術研究科 デザイン専攻
- 沖縄県立芸術大学大学院 造形芸術研究科 生活造形専攻 デザイン専修

## 専攻科での教育
- 金沢学院大学専攻科美術文化専攻科メディアデザイン専攻
- 玉川大学専攻科芸術専攻科芸術専攻